# سيلز بروموشن (مجلة)
سيلز بروموشن  هي مجلة شهرية بريطانية موجهة للأعمال التجارية لمن يعملون في التسويق،
وأطلقت دار براين ستورم للنشر الكائنة في هيرتفورد المجلة في عام 1989، ثم في عام 1991 اشترت دار ماركت لينك للنشر المجلة، ومقرها أساقفة ستورتفورد وهيرتفوردشاير ومؤخرًا سافرون والدن وإيسيكس.  وظلت المجلة جزءًا من حافظة الشركة بعد أن اشترتها مجموعة صحف البلدان الغربية (ECNG) في عام 1999 مقابل 5 ملايين جنيه إسترليني. وعندما تغير اسم مجموعة صحف البلدان الغربية إلى مجلة أرشانت في عام 2002، غير قسم النشر اسمه إلى «سيلز بروموشن» بدلا من "Archant Specialist"،
باعت مجلة أرشانت مجلة سيلز بروموشن لدار جرين هيل للنشر ومقرها كامبريدج شاير في عام 2005، ثم اشترت هذا الاسم شركة أُنشئت حديثًا (Sales Promotion Publishing) في عام 2007، والآن، يتم نشرها بالمشاركة مع الجمعية التجارية بالمملكة المتحدة ومعهد الترويج للمبيعات.
تُنشر المجلة حاليًا 11 مرة في العام وتُوزع في دائرة محكومة لعدد 8000 من كبار العاملين بالتسويق والمبيعات بما في ذلك وكالات التسويق. وتشمل المجلة التسويق من خلال جميع القنوات الإعلامية بما في ذلك البريد الرقمي المباشر والتسويق التجريبي وكذلك الدافع لفريق العمل والشريك بالقناة.
من المحررين بالمجلة بول روني (Paul Rowney) (المؤسس) وكاثرين دايل (Kathryn Dale) وكلير إيرفين (Clare Irvin) وجانين هيل (Janine Hill) وماندي تاتشر (Mandy Thatcher) وليزا بيرن (Lisa Burn) وكاترين روبرتس (Kathryn Roberts) وجيري جلين رايت (Jerry Glenwright) وجيل كراولي Gill Crawley ومات سوليفان (Matt Sullivan) ومارك لودمون (Mark Ludmon) ومارتين كروفت (Martin Croft)، وجميعهم عملوا مع من استضافوهم من محررين قدموا من مجتمع التسويق.

## وصلات خارجية
- www.salespromo.co.uk
- Institute of Sales Promotion